# Liam Fox

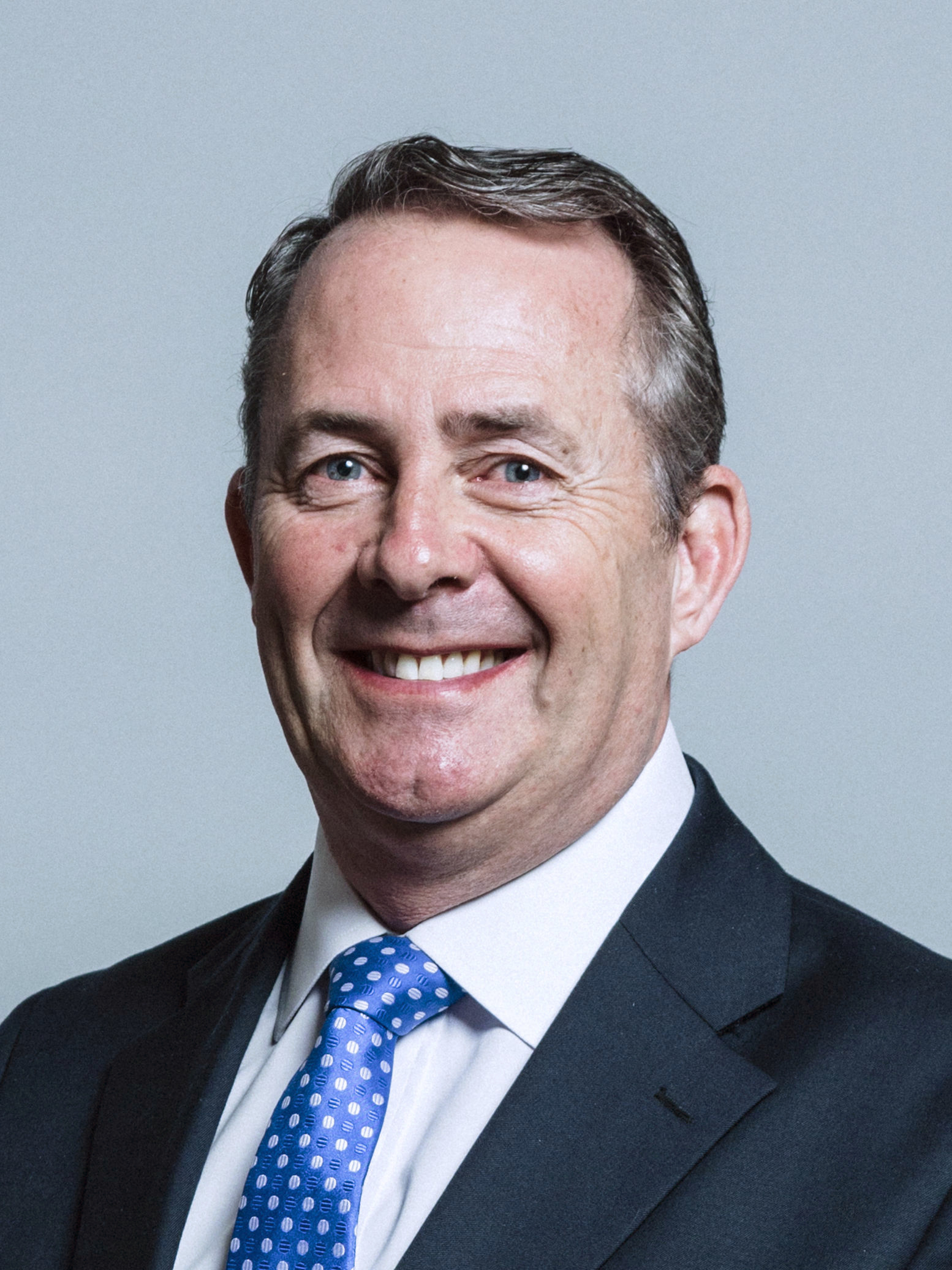
Liam Fox em 2017

Liam Fox (22 de Setembro de 1961) é um político do Partido Conservador britânico. Autalmente, é membro do Parlamento de North Somerset (conhecido como Woodspring antes de 2010) e ex-Secretário da Defesa do Reino Unido.
Ele foi apontado como membro do Conselho Privado em 13 de Maio de 2010.

## Início de sua vida
Fox nasceu e cresceu em East Kilbride, na Escócia e foi criado em uma casa de conselho que seus pais depois compraram. O único de seus irmãos a ser educado no setor estatal, ele assistiu High St. Bride's School. Ele estudou medicina na Universidade de Glasgow, graduando-se em 1983. Fox é um clínico geral, um ex-médico oficial do Exército Civil e da Divisão de cirurgião com ambulância do St John. Ele é membro do Royal College of General Practitioners.
Enquanto estudava na Universidade de Glasgow, ele foi membro da Sociedade Dialética e tornou-se presidente da associação conservadora da Universidade de Glasgow. De lá, ele avançou nas fileiras conservadoras. Fox contestou a divisão Hairmyres de East Kilbride Conselho Distrital em maio de 1984, ficando em segundo - 210 votos - Compete ao Membro do Conselho Trabalhista, Ed. McKenna.
Enquanto estudava medicina na Universidade de Glasgow no início de 1980,Fox renunciou ao Conselho de estudantes (SRC) em protesto contra o Conselho aprovar uma moção condenando a decisão da universidade de Glasgow University Union (GUU) não permitir que os alunos homossexuais aderirem à União. O movimento chamado SRC considerou isso intolerancia. O GUU manteve a sua posição e, independentemente da polêmica foi noticiada na mídia nacional, levando a muitas outras associações de estudantes universitários de todo o país cortar os laços com os seus homólogos de Glasgow. Explicando sua decisão de demitir-se do SRC e apoiar a posição do GUU, o Fox foi citado como dizendo: "Eu estou realmente muito liberal quando se trata de questões sexuais. Eu só não quero que os gays exibindo-o na frente de mim, que é o que eles fariam." Quando perguntado sobre a polêmica em 2008, Fox ressaltou que "felizmente a maioria de nós progredimos desde os dias quando éramos estudantes, mais de um quarto de século atrás".

## Membro do Parlamento
Sua primeira tentativa de se eleger como deputado de um eleitorado escocês terminou em fracasso quando ele contestou a eleição de Roxburgh e Berwickshire na eleição geral de 1987. Posteriormente, ele procurou e obteve a indicação para o círculo eleitoral do parlamento Inglês Woodspring e foi bem sucedido em ser eleito deputado por esse eleitorado nas eleições gerais de 1992.

### No Governo
Um pouco mais de um ano após sua eleição em 1992, Fox foi nomeado secretário parlamentar privado do Ministro do Interior, Michael Howard, em junho de 1993. Posteriormente, em Julho de 1994, foi nomeado Assistente do Governo Whip. Na sequência de uma remodelação governamental limitada em Novembro de 1995, foi nomeado um comissário Sênior do Governo Whip. Foi Subsecretário de Estado da Política Externa e da nação em 1996-1997.
Em 1996, ele mediou o acordo no Sri Lanka, o chamado Plano de Paz. Fox, em uma abordagem bipartidária tentou pôr fim à guerra étnica. No entanto, pouca coisa aconteceu desde então para sugerir que as várias partes tenham actuado de boa-fé em prol da paz.

### Na oposição

#### Gabinete de oposição
Em Junho de 1997, Fox foi nomeado porta-voz da bancada de oposição frontal dos Assuntos Constitucionais. Entre 1999 e 2003 foi Secretário de Estado da Saúde.
Em novembro de 2003, Fox foi nomeado gerente da campanha de Michael Howard, na sequência do voto de desconfiança contra o líder do Partido Conservador, Iain Duncan Smith. Fox foi feito co-presidente do partido por Michael Howard, quando se tornou líder do partido em novembro de 2003. Após a eleição geral de 2005 foi promovido dentro do Gabinete  para ministro das Relações Exteriores. Em 07 de dezembro de 2005 ele foi transferido para para a secretaria da Defesa pelo novo líder da oposição David Cameron.

### Proposta de Liderança
Em setembro de 2005, Fox anunciou que iria participar do concurso para ser o próximo líder do Partido Conservador.
Seu tema de campanha para a liderança do partido em 2005 foi o tema "partido da sociedade". Ele diz que os conservadores deveriam abordar colocando ênfase no casamento e na reforma social.
No primeiro turno da votação, em 18 de outubro, ganhou apoio suficiente (42 votos) para ir para o segundo turno, que foi realizado dois dias depois.
Ele foi eliminado com 51 votos, que ficou em terceiro lugar, atrás de David Cameron (90 votos) e David Davis (57 votos). Cameron, que venceu a eleição para a liderança, foi Secretário de Defesa.